# Битва при Аускулі
Битва при Аускулі (англ. Battle of Asculum) — бій Піррової війни між римлянами під командуванням консула Публія Деція Муса та об'єднаними силами італійських племен й армії Епіра під проводом Пірра, що відбувся в 279 році до н.е поблизу міста Аускул (нині Асколі-Сатріано) в Італії.

## Сили сторін
Цей бій був другим зіткненням армії, що складалася із фаланг, та римськими легіонерами. Обидві армії були рівні по чисельності.
Армія римлян нараховувала 40 000 кавалерії та піхоти, а також 300 пристроїв проти бойових слонів. Після битви при Гераклії, в якій бойові слони справили серйозний вплив на римлян, легіони були оснащені займистою зброєю та пристроями проти бойових слонів.
Армія Пірра складалася з македонської піхоти та кавалерії, його власних загонів, грецької найманої піхоти, союзних італійських греків, включаючи ополчення Таранто, 20 слонів і самнітської піхоти і кавалерії. Перевага грецької армії полягала в чисельності кавалерії і 20 слонах. Щоб протистояти більш гнучким римським легіонам, Пірр використовував фаланги в сукупності з легкими італійськими загонами.

## Хід битви
Битва тривала протягом двох днів. Згідно з військовими традиціями того часу, обидві армії розташували кавалерію на флангах, а піхоту в центрі. Пірр тримав свою вартову кавалерію в резерві у центрі під своїм командуванням. Спочатку слони також знаходилися в резерві.
У перший день кавалерія Пірра і слони були блоковані лісами і схилами, де відбувалася битва, тим не менше італійські солдати на фалангах билися непогано. Македоняни розбили перший римський легіон і латинських союзників на їх лівому фланзі, але третій і четвертий римські легіони завдали поразки тарантійцям, осканам і епіротам в центрі армії Пірра. Тим часом даунійці атакували його табір. Пірр відправив резервну кавалерію на прорив, а також кавалерію і кілька слонів, щоб вивести з битви даунійців. Коли вони відступили до крутого схилу, Пірр відправив слонів проти третього і четвертого легіонів; ці легіони також відступили на лісисті висоти, але були обстріляні лучниками і пращниками, що супроводжували слонів, і не могли нічим відповісти. Пірр відправив отаманську, акарнську і самнітську піхоту вибити римлян з лісів, проте вона була перехоплена римської кавалерією. Обидві сторони відступили до сутінків, при цьому жодна з них не мала значної переваги.
Зі світанком Пірр відправив легку піхоту зайняти складну позицію, яка виявилася вразливим місцем в попередній день, щоб змусити римлян битися на обмеженому відкритому просторі. Як і в битві при Гераклії зіткнення легіонів з фалангами продовжувалося до тих пір, поки слони за підтримки легкої піхоти не зминали римські лінії. На цей випадок були залишені пристрої проти слонів, які протягом короткого часу довели свою ефективність. Однак вони були захоплені псілоями, які протистояли римським кавалеристам. Слони потім атакували римську піхоту. Пірр одночасно наказав атакувати вартовій кавалерії, яка завершила повний розгром. Римляни відступили до свого табору.
Втрати римлян склали 6000 убитих, Пірра — 3500, включаючи велику кількість його офіцерів. Перемога в битві коштувала Пірру таких великих втрат у війську, що він вигукнув: «Ще одна така перемога, і ми загинем!» Звідси виник вираз «піррова перемога» в значенні: сумнівна перемога, не виправдовує понесених за неї втрат.

## Підсумки
Незважаючи на перемогу, становище армії Пірра було відчайдушним і він запропонував Риму перемир'я. Римський сенат відмовився приймати будь-які угоди та Пірр залишився в Італії для захисту грецьких міст. Однак, цим він позбавив греків можливості укласти мир з Римом, і багато з них відмовили йому в підтримці. У цей час Рим укладає союз проти Пірра з Карфагеном. Нарешті, військо Пірра була розбите у битві при Беневенто (275 до н. е.), після чого він повернувся на батьківщину.